# Mac-Auliffe (patronyme)
Pour les articles homonymes, voir Mac-Auliffe.
Le patronyme Mac-Auliffe fait référence à une dynastie de trois médecins, dont deux médecins militaires, ayant exercé à La Réunion. Le patronyme est attaché à Cilaos où le premier d’entre eux termina sa longue carrière et à une rue importante de Saint-Denis qui porte le nom du second d’entre eux.

## Jean-Marie Mac-Auliffe (1837-1908)
Jean-Marie Mac-Auliffe (Rennes le 8 mars 1837 - 20 septembre 1908, Cilaos) est célèbre à La Réunion pour son œuvre publique au service de la commune de Cilaos. Il est né dans une famille d’ascendance irlandaise. Les Mac-Auliffe dont la forme primitive du patronyme est signifie « le fils de l'homme souple comme l'osier » – Mac-Amhail) étaient des barons irlandais du comté de Cork, établis en France avec la suite de Jacques II d'Angleterre qui fut roi d'Écosse sous le nom de Jacques VII et qui s'exila lors de la guerre qui l'opposa à Guillaume d'Orange en 1688. Jean-Marie est le fils de Jean-Marie Mac-Auliffe, directeur des messageries, et de Claire Marie Moisan.
Diplômé de la Faculté de médecine de Paris, il commença sa carrière dans la Marine qui le mena à Zanzibar où il fut médecin du Sultan. Il quitta Zanzibar pour la France à l'annonce de la guerre de 1870, mais y arriva bien après le désastre de Sedan. Il repartit alors pour l'océan Indien et bourlingua entre les Seychelles, les Comores et Madagascar. Il fut en poste à La Réunion en 1863, puis de 1874 à 1908. Il s’interrogea sur les causes d'une fièvre nouvelle apparue à La Réunion en 1865, successivement attribuée au typhus puis au paludisme, mais qui fut bien le début de l'implantation du paludisme à La Réunion, qui ne fut éradiqué qu’en 1979 et compta chaque année pour environ un tiers des décès. Mac-Auliffe publia ses observations dans les  Archives de médecine navale : ce mémoire lui valut d’obtenir la médaille d’or de 500 fr, mise au concours de médecine navale pour l’année 1867.
En 1874, il fit naufrage sur l'îlot Alphonse des îles Amirante. Au cours de son séjour à Madagascar, comme médecin de première classe, en poste depuis le 2 février 1874, il fut confronté à une épidémie de variole à Nosy Be en 1874-1875-1876. Située sur la côte nord-ouest de Madagascar, l’île de Nosy Be est le centre d’un vaste trafic commercial par boutres avec la côte africaine.
Il rentra à La Réunion en 1877, exerça à l'hôpital militaire du cirque de Salazie, où il fut « la providence des pauvres d'Hell-Bourg et l'ami dévoué de tous les voyageurs ». Il y perdit son épouse lors de la naissance de son cinquième enfant Angèle, en 1877. Son épouse Anne Victorine était la fille de Victor Trolle, médecin sudiste, rédacteur du Travail, premier médecin à étudier scientifiquement les vertus thérapeutiques des eaux de Cilaos découvertes en 1818.
Jean-Marie Mac-Auliffe découvrit pour la première fois Cilaos à La Réunion en 1863, comme touriste, puis y revint pour des raisons de santé en 1876, épuisé par un long séjour à Zanzibar, Mayotte et Nossi Be et la seconde fois « fatigué à l'extrême par vingt ans d'un travail continu sur le littoral ».
Il mit un terme à ses activités pour cause d'infirmité temporaire en mars 1879, fit valoir ses droits à la retraite de la Marine en 1881 et se remaria à Marie Georgina Bertho. Il exerça alors pendant une vingtaine d'années sur le littoral. La place de médecin de l'établissement des Thermes de Cilaos étant devenue vacante, il l'obtint par décision du Gouverneur de la République en date du 20 décembre 1900. Au début du XXe siècle, il devint le gérant de l'établissement thermal de la commune. Mac-Auliffe a décrit avec beaucoup de précisions les maladies rencontrées à Cilaos à la fin du XIXe siècle, ainsi que les indications des eaux thermales, nous léguant un précieux témoignage sur l’état de la colonie à cette époque.
Sa passion pour le cirque le conduisit à écrire un guide médical sur les eaux thermales, puis écrire en 1902 un ouvrage plus complet intitulé : Cilaos, pittoresque et thermal, guide médical des eaux thermales. L'ouvrage comprend deux parties. La première est une description géographique du cirque au début du XXe siècle : paysages, mares, rivières, maisons. Une partie plus économique traite de la population, de l'activité agricole, de l'élevage et du petit commerce. L'auteur évoque aussi le peuplement du cirque, l'exploitation des sources thermales, les mariages, fêtes religieuses... Esprit curieux et très observateur, Mac-Auliffe fut également le premier médecin à décrire le paludisme d’altitude à La Réunion. Il s’attacha également à l’étude de la tuberculose, comparant Cilaos aux autres stations d’altitude utilisée en Europe pour traiter cette maladie. Il étudia  également le béribéri, dénommé localement kakke, en 1902 : « Cette maladie considérée aujourd'hui comme une polynévrite infectieuse se présente sous plusieurs formes : 
1. une forme bénigne caractérisée par une simple paralysie des membres inférieurs avec œdème et palpitation du cœur ;
2. une forme atrophique avec paralysie des membres inférieurs et amyotrophie, troubles moteurs divers plus ou moins généralisés ;
3. une forme hydropique ;
4. la forme pernicieuse aiguë qui rappelle par sa marche celle de la paralysie ascendante aiguë. »

Au XIXe siècle, Cilaos restait d’accès très difficile. Un chemin pour piétons, difficile et dangereux, avait été ouvert en 1842 qui fut le seul accès jusqu’à l’ouverture en 1932. Mac-Auliffe a décrit les caravanes de porteurs de fauteuils : « C’est à l’Aloès que vous prenez vos porteurs. Ils vous attendent et vous ne tardez pas à partir si vous avez choisi un bon chef et si vous avez disposé vos bagages de telle sorte que le poids de chaque colis ne dépasse pas 50 livres. Quant au nombre de porteurs attachés à votre personne, il variera bien entendu avec votre poids (...) Le fauteuil dans lequel vous prenez place est une chaise basse, grossière, à dossier vertical, munie de bras horizontaux, n’offrant aux pieds d’autre appui qu’une bande en gonis fixée aux bras même du fauteuil. (...) À partir du moment où le voyageur s’est assis, il s’identifie avec son fauteuil et, suivant son poids, il va entendre résonner à ses oreilles des épithètes agréables ou malsonnantes qui s’adressent à son siège.
Pauvres gens ! La fatigue qu’ils éprouvent et qu’il est difficile de leur épargner quand on est malade, est le plus grand ennui qu’éprouve le voyageur (...) Encore un dernier effort. Et vous arrivez, en effet, à l’extrémité de ce raidillon interminable, fatigué des efforts que vous avez dû faire pour vous maintenir en équilibre dans votre fauteuil, fatigué par suggestion à la vue des efforts effectués par votre équipe de porteurs... ».
Jean-Marie Mac-Auliffe  mourut le 20 septembre 1908 d'une embolie et est enterré dans le petit cimetière de Cilaos où sa tombe fait encore l’objet d’une vénération en 2014.

## Victor Mac-Auliffe (1870 – 1927)
Fils de Jean-Marie Mac-Auliffe, médecin de marine, puis médecin civil à La Réunion. Venu avec sa famille à la Réunion alors qu’il était enfant, il a fait ses classes dans ce qui était alors le seul lycée de l’île qui ne s’appelait pas encore Leconte de Lisle. Il fait ses études de médecine en France, puis passe quelques années dans divers hôpitaux militaires où il se perfectionne en chirurgie. Il est, en 1895, attaché comme médecin aux troupes coloniales, pendant la guerre de Madagascar qui devint possession française. Victor Mac-Auliffe démissionne de l’armée en 1898 pour venir exercer la médecine à la Réunion.

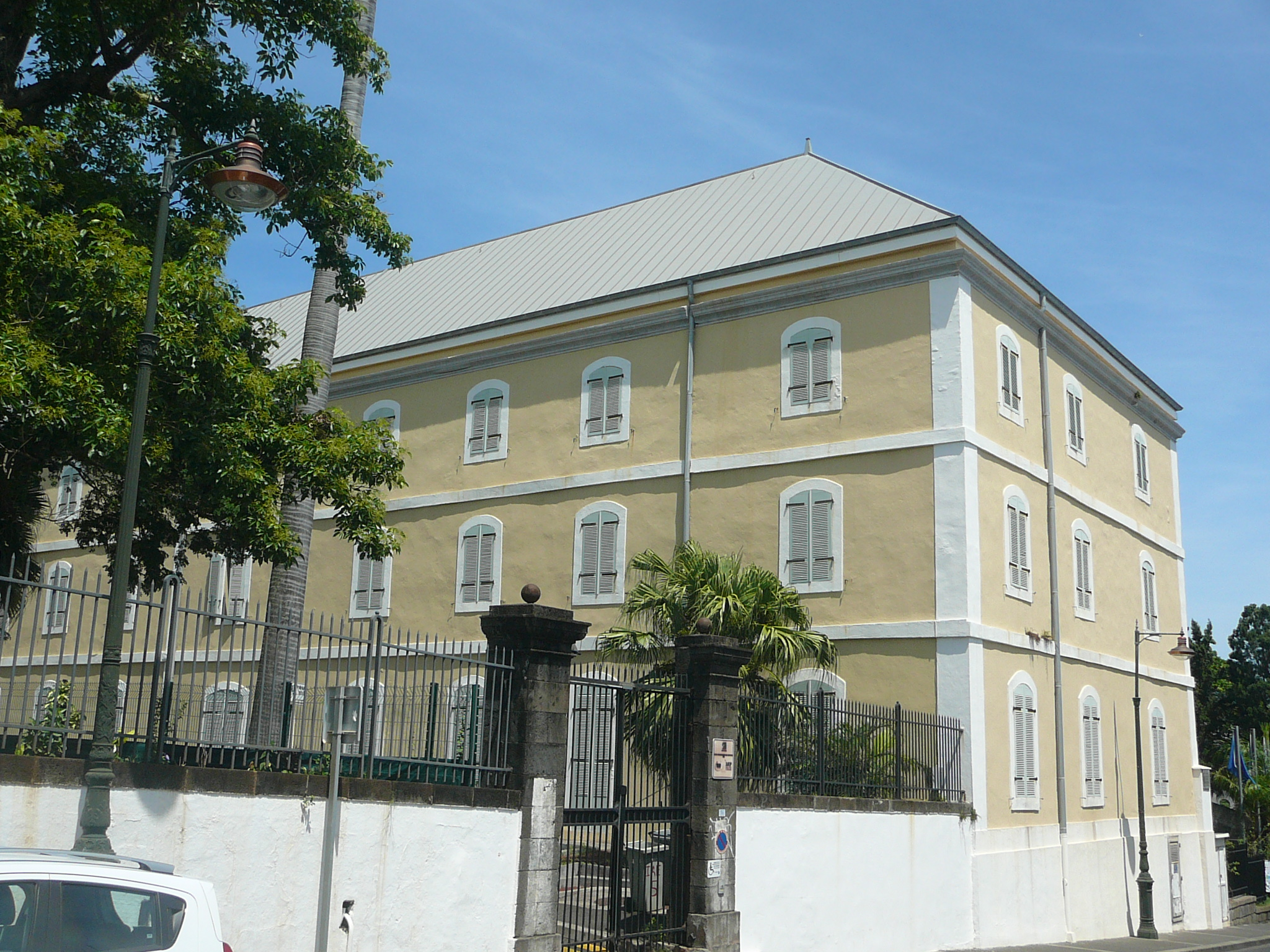
Le bâtiment de la maternité coloniale, en 2014 (Photo : B-A Gaüzère)

## Auguste Mac-Auliffe (1897-1951)
Fils de Victor Jean Benoît Mac-Auliffe et de Marie Elisa Nadine Adam de Villers, il fut médecin suppléant à l’hôpital colonial le 16 juin 1927 et titulaire en 1929, en médecine. Il démissionna de son poste de la Maternité Coloniale en 1936. Pendant la deuxième guerre mondiale, il fut un des cinq médecins présents à Saint-Denis, avec le Dr Achille Berg.